# Casa Leopoldo

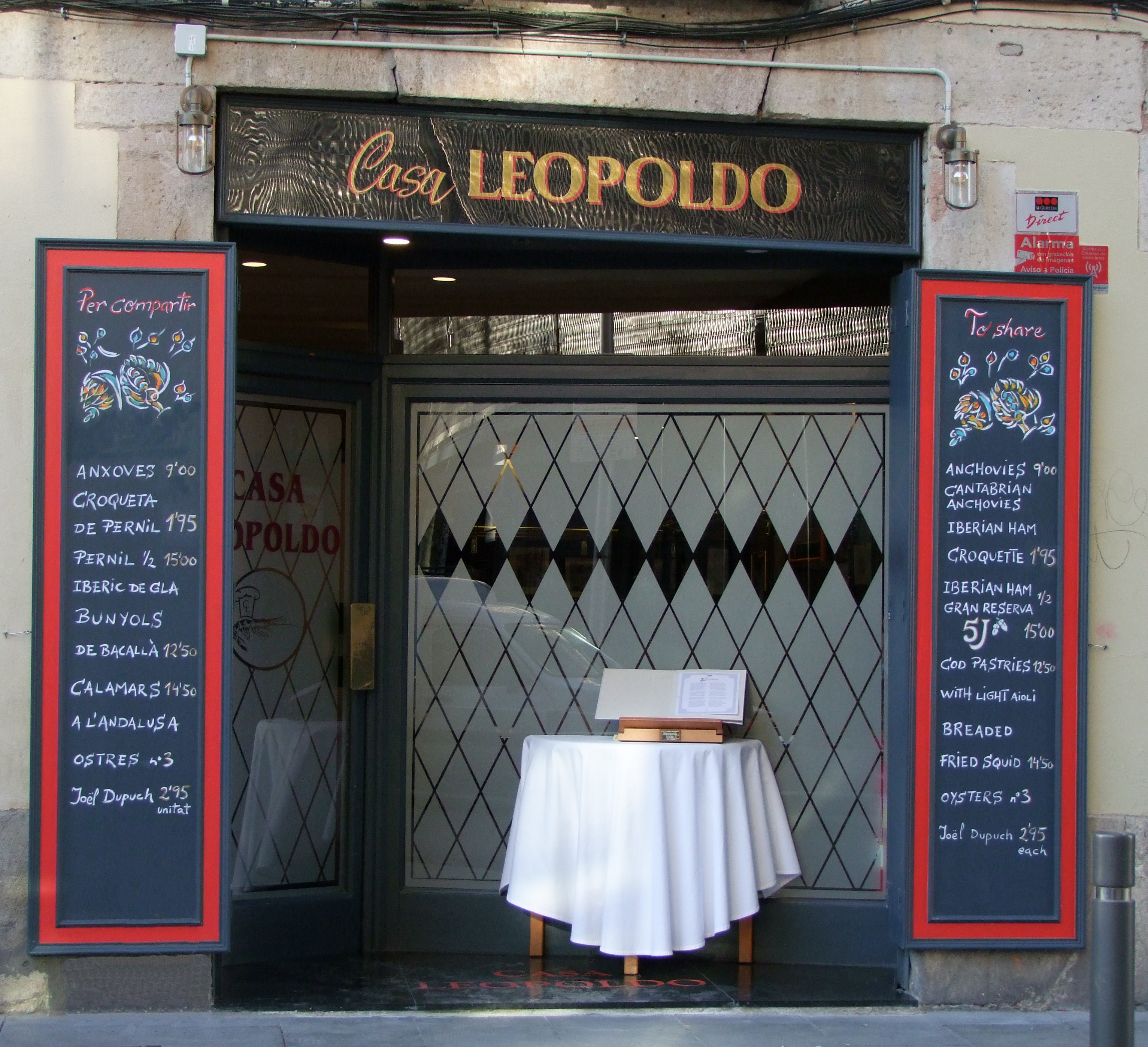
Casa Leopoldo (2018)

Casa Leopoldo es un restaurante tradicional en el casco antiguo de Barcelona. Local clásico de la ciudad, es conocido por su tradición literaria. Se inauguró en 1929  durante la Exposición Internacional de Barcelona de 1929.  Está enclavado en el barrio de El Raval antiguo Barrio chino, muy cerca de la Rambla del Raval. El restaurante está dedicado a la cocina tradicional catalana.

## Tradición literaria y cultural
Parte del carácter literario se debe al escritor Manuel Vázquez Montalbán: Casa Leopoldo es el restaurante favorito de Pepe Carvalho, el detective protagonista de sus novelas. El mismo Vázquez Montalbán era un habitual de Casa Leopoldo y casi un embajador. 
Casa Leopoldo fue el lugar en el que se acogían las tertulias literarias en las que participaban  Eduardo Mendoza, Juan Marsé, Maruja Torres, El Perich o Terenci Moix. También el escritor André Pieyre de Mandiargues fue un asiduo de esta casa de comidas. El restaurante también aparece en algunas novelas del escritor Carlos Ruiz Zafón. Otras personas de la cultura son fijas del restaurante, como Juliette Binoche cada vez que visita la ciudad. 
En 2019 Casa Leopoldo creó un premio literario a obra publicada. El jurado de ficción contó con escritores como Ignacio Martínez de Pisón o Enrique Vila-Matas y el ganador fue el escritor Antonio Soler. El premio de no ficción tenía un jurado formado por periodistas como Màrius Carol o Lluís Bassets. El ganador fue el también periodista Guillermo Altares.
La pequeña plaza frente al restaurante, fue nombrada plaza Vázquez Montalbán en 2009.

## Historia y propiedad
El restaurante lleva el nombre de su fundador, Leopoldo Gil, quien abrió el restaurante con su esposa Elvira Gil. Entonces el local tenía más tradición taurina que literaria. Lo heredó Rosa Gil que lo regentó durante décadas hasta su traspaso en el año 2015.
Cerrado un breve período, volvió a abrir sus puertas de la mano de los chefs Romain Fornell y Óscar Manresa.